# Бремар
Замок Бремар (англ. Braemar Castle) розташований в околицях села однойменного села, область Абердиншир, Шотландія. Під час пізнього середньовіччя замок був оплотом графа Мара.

## Історія
На місці замку Бремар знаходився дерев'яний форт Дольденх. Форт був побудований ще в VIII столітті, коли місцевими піктами правив Ангус I.
З часом форт Дольденх зруйнувався. Нинішній замок був побудований в 1628 році. Джоном Ерскіном, 18-м графом Маром, як мисливський будиночок. У 1745 році замок був атакований і спалений Джоном Фаркухарсоном, під час повстання  якобітів.
Пізніше замок і землі навколо нього були придбані Джоном Фаркухарсоном. Але будівлю залишено в руїнах і 1748 року здали його на 99 років в оренду гарнізону урядових військ. Відновлення замку почалося під командуванням Джона Адама. Подекуди на його стінах до цього часу помітні графіті, залишені солдатами-англійцями. 
Через півстоліття ситуація в Абердінширі стала спокійною, і військові пішли з Бремара, не чекаючи закінчення оренди. Повернувшись в замок, Фаркухарсони перетворили його в головну резиденцію свого клану.
В 1960 роках замок був відкритий для відвідування, але в 2004 році через поганий стан закрився.
З 2006 року замок був зданий в оренду місцевим комунам. Замок управляється місцевою благодійної організацією, Breamar Community Ltd. З 2008 р. замок відкритий для публіки.

## Архітектура
Будівля являє собою п'ятиповерховий замок, з навісними стінами і шістьма гострокутними виступами. По периметру замку розташовані кілька триповерхових кутових веж.
На першому поверсі розташовані кам'яні склепінні кімнати, в яких були вартові приміщення, кухня і приміщення для зберігання боєприпасів. Вони побудовані в виступах зовнішньої стіни.
Після того, як в 1831 році війська покинули Бремар, Джеймс Фаркухарсон  прибрав гострі вежі на замку, та замінив їх зубцями.
В 1950 роках місіс Френсіс Фаркухарсон зробила свій внесок в оформлення внутрішніх приміщень, і зараз кімнати декоровані у її улюблені відтінки — рожевий та жовтий.

## Ресурси Інтернету
- Вікісховище має мультимедійні дані за темою: Бремар